# 泉川獅道
泉川 獅道（いずかわ しどう Shido IZUKAWA、1981年3月30日 - ）は、日本の音楽家、音楽研究者。大阪府吹田市出身。大阪芸術大学大学院卒、芸術博士。

## 概要
専門は作曲、尺八、音楽研究、サウンドプロデュース。その音楽性はクラシック音楽が基礎とはなっているが、ロック、現代音楽、電子音楽、日本伝統音楽（邦楽）へと傾倒していったため多様性が強い。
近年は主に尺八デュオ黒船の尺八演奏および作編曲、サウンドプロデューサーとして活動。日本では珍しい電子音響音楽作家としての顔も持つ。尺八は湯浅富士山、志村哲に学ぶ。特に地無し尺八による吹禅、音味・間の可能性を追究している。

## 略歴
3歳より西洋音楽の教育を受けながら育ち、音楽理論、作曲法やさまざまな楽器の演奏法を学ぶ。中学時代半ばにはピアノ・クラシックのレッスンをやめる。ロック、J-POPに可能性を見出しバンドを結成、しかし長くは続かずシンガーソングライターとしての活動を始めるがそれも続かなかった。その後、大阪芸術大学音楽工学コースに進学し現代音楽・電子音楽の創作に専念、その中で都山流尺八竹琳軒大師範、湯浅富士山に出会い尺八を吹き始める。後に同大学教授で音楽学者の志村哲、月溪恒子の思想に強く共感し「地無し尺八・尺八古典本曲」の演奏・研究の世界に傾倒する。その後大学院へと進学、尺八古典本曲を研究した博士論文、現代音楽作品の作曲により芸術博士号を取得修了。現在は多様なジャンルの作曲家および尺八演奏家・研究者として、日本伝統文化を再評価すべく活動を展開している。大阪芸術大学、神戸山手短期大学非常勤講師。

## 主な活動
社会での音楽活動が本格的になるのは米国人尺八奏者ジョシュ・スミスと尺八デュオ黒船を結成した2008年以降。2009年夏、電子音響と尺八を携えスミスとともに渡米、カナダ・ナイアガラ市からアメリカ・バッファロー市にかけてコンサートツアー、ラジオ出演を成功させた。また2009年から2010年に向かって平城遷都1300年祭関連イベントに精力的に出演。平城宮跡をはじめ東大寺南大門、石舞台古墳、高松塚古墳、當麻寺中之坊、大安寺、ならまち、なら燈花会などで出演を重ね、古都の魅力と伝統楽器のアピールを続けた。2010年9月、APEC（環太平洋国際協力会議）観光大臣会合のレセプションでは、尺八+ピアノのオリジナル曲咲く良がアメリカ合衆国VIP等から絶賛される。オリジナル曲は度々、アメリカ・カーネギーホールのブーケショーなどでBGMに使用されている。2011年4月奈良県當麻寺中之坊より奏師号を拝受、各種伝統法要の中での献奏を許され、以後密教声明の中で研鑽を積む。同寺にて尺八教室「獅道尺八塾」を開講。2013年、東日本大震災復興支援「あゆみ観音プロジェクト」に参加。2014年10月アメリカ・バッファローにて和太鼓奏者林英哲・風雲の会と共演。
活動の幅の広さから多様な賞歴等がある。CCMC08作曲コンペACSM116賞、FUTURA奨励賞を同時受賞。SIGMUS(情報処理学会)09夏シンポにて研究発表「地無し尺八特性付加ツールの開発」がベストプレゼンテーション賞を受賞。現代音楽プロダクションMOTUS(仏)作曲アトリエ'06に参加ほか。出版としては2008年11月に古典本曲とオリジナル曲を収めた叙趣スミスソロアルバム「白鳳音」をサウンドプロデュース。2009年5月、尺八と電子音楽による黒船オリジナルCD「黒船」、2010年、平城遷都1300年祭記念CD「ならのうた」をリリース。7月には叙趣2ndアルバム「まほろば」をプロデュース、さらに10月には黒船2ndアルバム「風航」をリリースしている。すべてインディーズによるセルフプロデュース。

## ディスコグラフィー

### アルバム
- 黒船（KUROFUNE, 2009年）作編曲・サウンドプロデュース
- まほろば（MAHOROBA, 2010年）編曲・サウンドプロデュース
- 風航（KAZEWATARU, 2010年）作編曲・サウンドプロデュース

### ミニ・アルバム
- 平城京遷都1300祭前夜祭記念-黒船miniCD-　（限定50枚　完売）（2009年）
- 平城京遷都1300祭祭記念-黒船miniアルバム-「ならのうた」（非売品限定配布）（2010年）

（すべてインディーズ）

## 主な出演・放送

### TV・ラジオ
- 奈良テレビ「奈良そこが知りたい」（2009年）
- 朝日放送「NEWSゆう+」（2010年）
- NHK「熱中スタジアム」（2010年）
- 関西テレビ「FNNスーパーニュースアンカー」（2010年）
- 読売テレビ「大阪ほんわかテレビ」（2013年）
- NHK「ならナビ」（2013年）
- NHK「ぐるっと関西おひるまえ」（2013年）
- NHK「関西ラジオワイド」（2013年）
- 他、NPR (米/全国放送)やWBFO88.7(NY)、Wivb(NY)、WNED94.5(NY-加)、RSF（仏）等

### 音楽祭等
- 国際アクースマティック音楽祭「FUTURA2007,2008」(仏)、2007年-2008年
- 国際アクースマティック音楽祭「Silence08」(伊)、2008年
- ISMIR（The International Society for Music Information Retrieval）2009年
- APEC観光大臣会合レセプション（Asia-Pacific Economic Cooperation）2010年

他